# ژاک فرسکو
ژاک فرسکو (به انگلیسی: Jacque Fresco) (زاده ۱۳ مارس ۱۹۱۶ – درگذشته ۱۸ مه ۲۰۱۷)، یک طراح سازه خودآموخته، فیلسوف علم، طراح مفهومی، آموزش‌دهنده و آینده‌گر بود. علایق وی به چندین رشته علمی، از جمله فلسفه، علم و مهندسی گسترده می‌شود. وی با سخنرانی‌ها و مقالات بسیاری ایده‌های خود را طرح و از آن‌ها دفاع می‌کند. این ایده‌ها بازه‌ای از شهرهای پایدار، کارایی انرژی، مدیریت منابع طبیعی، فناوری سایبری‌شده و نقش علم در جامعه را شامل می‌شوند.
وی همراه با همکارش، رکسان مدوز (Roxanne Meadows)، بنیان‌گذار و مدیر ارشد پروژه ونوس هستند. فرسکو و پروژه ونوس با سه فیلم مستند
طراحی آینده
،روح زمانه: الحاقیه
روح زمانه: حرکت به جلو
به فرهنگ معاصر شناسانده شدند.
ژاک فرسکو ۱۸ مه ۲۰۱۷ در سن ۱۰۱ سالگی درگذشت.

## مسیر شغلی
- شرکت هوایی داگلاس - وی به عنوان اولین شغل و پس از نمایش طراحی‌های ابتکاریش از هواپیماهای جدید، به شرکت Douglas Aircraft Company پیوست. وی در سال ۱۹۳۹ میلادی شرکت داگلاس را ترک و به هاوایی رفت. وی اظهار می‌کند که زندگی بین مردم بومی هاوایی، به وی کمک کرده که نسبی‌گرایی فرهنگی و انعطاف ارزش‌های انسانی را بهتر درک کند.[۶]
- نیروی هوایی - در سال ۱۹۴۲ میلادی فرسکو به نیروی هوایی ارتش ایالات متحده آمریکا پیوست و مسئولی طراحی فنی در بخش «رایت» شد.
- گرایش خانه‌سازی - در دهه ۱۹۴۰ میلادی وی به استخدام ارل مونتز و مایکل شور (انگلیسی: Michael Shore) درآمد تا خانه‌هایی کم‌هزینه با سبکی نوین طراحی کند. نتیجه این پروژه خانه‌ای به مساحت تقریبی ۸۴ متر مربع، به‌تمامی از آلومینیوم و شیشه و با ۱۲ فرم مختلف شده که Trend Home نام گرفت.
- فناوری سه‌بعدی - در سال ۱۹۴۹ میلادی از سوی دو تهیه‌کننده هالیوودی پروژه‌ای برای نمایش تصاویر سه‌بعدی بدون نیاز به عینک سه‌بعدی به او سپرده شد. محصول به دست آمده که Novel نام گرفت، به‌نسبت ارزان بود ولی نیازمند ایجاد تغییراتی در سیستم‌های پروجکشن آن زمان بود.
- آزمایشگاه‌های پژوهش‌های علمی - در اواخر دهه ۱۹۴۰ و اوایل دهه ۱۰۵۰ میلادی وی سرپرستی Scientific Research Laboratories را در لوس آنجلس به عهده داشت و به عنوان مخترع و مشاور علمی فعالیت می‌کرد.
- سینمای علمی‌تخیلی - فرسکو در زمانی که ساکن لوس آنجلس بود، علاوه بر فعالیت‌های جاری، طراحی مدل‌هایی برای چند اثر سینمایی و تلویزیونی علمی‌تخیلی را نیز انجام داد؛ از جمله سری تلویزیونی حلقه دور ماه که بعدها به فیلم پروژه پایگاه ماه تبدیل شد، فیلم جانوری با یک میلیون چشم و همچنان فیلم مستند کاندیدای جایزه اسکار به نام چشم عریان.

## میانسالی
- مشاور روان‌شناختی - فرسکو در سال ۱۹۵۵ میلادی به فلوریدا نقل مکان و برای مدت کوتاهی روی یک قایق زندگی کرد و به کار مشاورت روان‌شناختی پرداخت و این کار تا زمانی ادامه داد که «انجمن روان‌شناسان آمریکا» (American Psychological Association) کسانی را که بدون داشتن مدرک معتبر، به چنین کاری مبادرت می‌کردند، تحت تعقیب قرار داد. به خاطر دانش بسیارش در این زمینه، بارها در سخنرانی‌هایش وی را با لقب «دکتر» خطاب کرده‌اند، در صورتی که وی از هیچ مدرک دانشگاهی‌ای در این زمینه برخوردار نبوده‌است.
- پروژه آمریکانا - از اواسط دهه ۱۹۵۰ تا انتهای ۱۹۶۰ میلادی، وی به پروژه‌ای که نامش را Project Amricana گذاشته بود، پرداخت. این پروژه مربوط می‌شد به یک طرح ده‌ساله برای تغییر اجتماعی ایالات متحده آمریکا. طرح وی شامل شهری می‌شد که بنا بود کاملاً توسط ماشین‌ها و ماشین‌هایی که به ماشین‌های دیگر دستور می‌دهند، اداره شود. وی آن را شهر متفکر در عصر ارتباط ماشین با ماشین می‌دانست.
- خودرو ۳۲ تکه - وی هم‌زمان با کار روی «پروژه آمریکانا» به کار روی طرح‌های دیگری نیز، در همین رابطه، مشغول بود. از جمله این طرح‌ها می‌توان به خودرویی سه‌چرخ اشاره کرد که تنها ۳۲ قطعه متحرک داشت و با نام ۳۲ Part Car شناخته می‌شد.
- نگاهی به پیش - وی در سال ۱۹۶۹ میلادی، همرا با کن کیز (به انگلیسی: Ken Keyes) کتابی به نام Looking Forward در مورد وی و طرح‌هایش منتشر کرد. در نیمه اول کتاب وی به مشکلات برخاسته از شیوه تفکر و رفتار فعلی بشر و ضرورت تغییر این رویکرد پرداخته بود. نیمه دوم این کتاب نیز به تفکرات و آینده‌نگری‌های فناوریک دو شخصیت تخیلی به نام‌های «اسکات» و «هلا» (به انگلیسی: Scott and Hella) می‌پردازد که جامعه‌ای کاملاً مبتنی بر سایبرنتیک را به تصویر می‌کشند.
- شرکت Sociocyberneering - ایده‌های فرسکو در «پروژه آمریکانا» نهایتاً به تأسیس سازمان غیرانتفاعی و غیرسیاسی Sociocyberneering Inc. در سال ۱۹۷۱ میلادی انجامید. از طریق این سازمان وی طی سخنرانی‌هایی به آموزش اعضا در مورد اجتماع، تغییر اجتماعی، علم، فناوری، مهندسی، معماری، مذهب، احتیاط، علم معانی، مردم‌شناسی، روان‌شناسی، نظریه سامانه‌ها و تحصیل می‌پرداخت. واژه Sociocyberneering نیز مفهومی بود که توسط وی ابداع شد و چنین تعریف می‌شد: «به‌کارگیری پیچیده‌ترین شکل‌های فناوری کامپیوتر در مدیریت امور انسانی.» [۷] تمرکز اولیه این مفهوم بر تحقیق در باب راهکارهای جایگزین مبتنی بر حفاظت از منابع انرژی، همکاری بین‌المللی در این راه و همانندسازی رویکردی سیستمی در طراحی شهرها قرار گرفت. در طی این مدت وی موفق شد شهری به با قطر یک مایل را که کناره‌های آن با پره‌هایی به مرکز شهر متصل می‌شد، بر اساس همین ایده طراحی کند. وی در سال ۱۹۷۰ میلادی در برنامه محبوب، زنده «لری کینگ» (به انگلیسی: Larry King) آن را به اطلاع عموم برساند.

## فعالیت‌های اخیر
ژاک فرسکو در سال ۱۹۹۴ میلادی شرکت Sociocyberneering Inc را بازسازی ساختاری کرد و آن را پروژه ونوس نام نهاد. تا آن زمان فرسکو به قدری طرح و مدل آماده کرده بود که چشم‌انداز خود از شهرهای پایدار آتی را به شکل کامل به تصویر بکشد. فرسکو و مدوز، علاوه بر فعالیت‌های آموزشی‌شان، برای پیش بردن این طرح، همچنان به اختراع‌ها و ابتکارات طراحی خودشان در زمینه‌های مهندسی صنعتی، مدل‌سازی معماری سنتی و مشاوره به مخترعان ادامه دادند.
در سال ۲۰۰۲ وی کتاب دیگری با نام بهترین چیزی که نمی‌توان با پول خرید (به انگلیسی: The Best That Money Can't Buy) منتشر کرد.
در سال ۲۰۰۶، «ویلیام گازکی» (به انگلیسی: William Gazecki) فیلمی مستند و نیمه‌زندگی‌نامه‌ای از وی، به نام «طراحی آینده» (به انگلیسی: Future by Design که در آن وی را با لئوناردو دا وینچی قابل مقایسه دانسته بود.
در سال ۲۰۰۸ میلادی وی در فیلم مستند دیگری اثر «پیتر جوزف» (به انگلیسی: Peter Joseph به نام روح زمانه: الحاقیه (به انگلیسی: Zeitgeist: Addendum ظاهر شد.
در سال ۲۰۱۰ میلادی وی تلاش کرد که اصطلاح «اقتصاد منبع‌محور» را به نام خود ثبت کند. اما پس از بررسی تعریف و کاربردش، آن را کلی‌تر از آن دانستند که بتواند به عنوان یک تعریف مشخص ثبت شود.

### پروژه ونوس
مقاله اصلی: پروژه ونوس
«پروژه ونوس» سازمانی است که فرسکو تمام زندگی و آثار حرفه‌ایش را در آن گرد آورده‌است. این سازمان نمایانگر ایده‌ها و طرح‌های او برای آینده‌ای بدون فقر، جنگ، جرم، فساد و اتلاف است. بنیان این سازمان در سال ۱۹۸۰ میلادی گذاشته شد ولی نام «پروژه ونوس» در سال ۱۹۹۴ میلادی به آن اطلاق شد. «روکسان مدوز» (به انگلیسی: Roxanne Meadows) همکار نزدیک وی در سراسر این پروژه بوده‌است.

## زندگی شخصی
ژاک فرسکو فرزند «آیزاک» و «لنا» فرسکو است که هر دو در جوانی از اروپا به آمریکا مهاجرت کرده‌اند. پدر وی در سال ۱۹۰۵ میلادی از استانبول ترکیه به نیویورک آمده و به مهندسی فضای سبز مشغول بود و مادرش زاده اورشلیم بوده‌است. وی یک برادر به نام «دیوید» و یک خواهر به نام «فردا» (به انگلیسی: Freda) دارد.
فرسکو دو بار ازدواج کرده‌است و از ازدواج دومش صاحب یک دختر به نام «بمبی» (به انگلیسی: Bambi) و یک پسر به نام «ریچارد» شده‌است.